# Grantia atlantica
Grantia atlantica är en svampdjursart som beskrevs av Ridley 1881. Grantia atlantica ingår i släktet Grantia och familjen Grantiidae.
Artens utbredningsområde är havet utanför Brasilien. Inga underarter finns listade i Catalogue of Life.